# Andrzej Lanckoroński
Andrzej Lanckoroński herbu Zadora – podstoli halicki w 1689 roku.
Poseł na sejm 1703 roku z województwa podolskiego.